# 生方誠
生方 誠（うぶかた せい、1894年〈明治27年〉8月17日 - 1978年〈昭和53年〉10月6日）は、日本の薬剤師、政治家、行政委員。群馬県利根郡沼田町（現：沼田市）出身。群馬県会議員、沼田町長、国家公安委員、群馬県薬剤師会会長、群馬県町村長会長などを務めた。妻は歌人の生方たつゑ、長女は料理研究家の生方美智子。

## 経歴
1894年（明治27年）、沼田町上之町の老舗薬種商「かどふぢ（角藤）」を営む生方弥右衛門の長男として生まれる。1910年（明治43年）旧制前橋中学校利根分校（現・群馬県立沼田高等学校）を修了し、1912年（明治45年）同本校（現・群馬県立前橋高等学校）を卒業。1916年（大正5年）に千葉医学専門学校薬学科（現：千葉大学薬学部）を卒業した。聖路加病院に勤務ののち1917年（大正6年）アメリカ・カリフォルニア大学に留学。カリフォルニア州薬剤師免許を取得し1922年（大正11年）帰国、郷里へ戻って家業を継ぐ。1926年（大正15年）に三重県出身の間宮たつゑと結婚。1941年（昭和16年）と1943年（昭和18年）には群馬県薬剤師会会長を務めた。
1939年（昭和14年）群馬県会議員に当選し1947年（昭和22年）まで在任した。戦後の1946年（昭和21年）には群馬県選挙管理委員を務める。1947年（昭和22年）沼田町長に当選し、1951年（昭和26年）まで1期在任。1947年（昭和22年）群馬県町村長会長に選出。
1948年（昭和23年）3月から1951年（昭和26年）3月まで国の行政委員として初代の国家公安委員（他に辻二郎、植村環、清瀬三郎、金正米吉）を務めた。
1966年（昭和41年）沼田市観光協会長。
1967年（昭和42年）4月、勲三等瑞宝章受章。
1978年（昭和53年）10月6日死去。満84歳没。同日付で正五位叙位。

## 旧生方家住宅

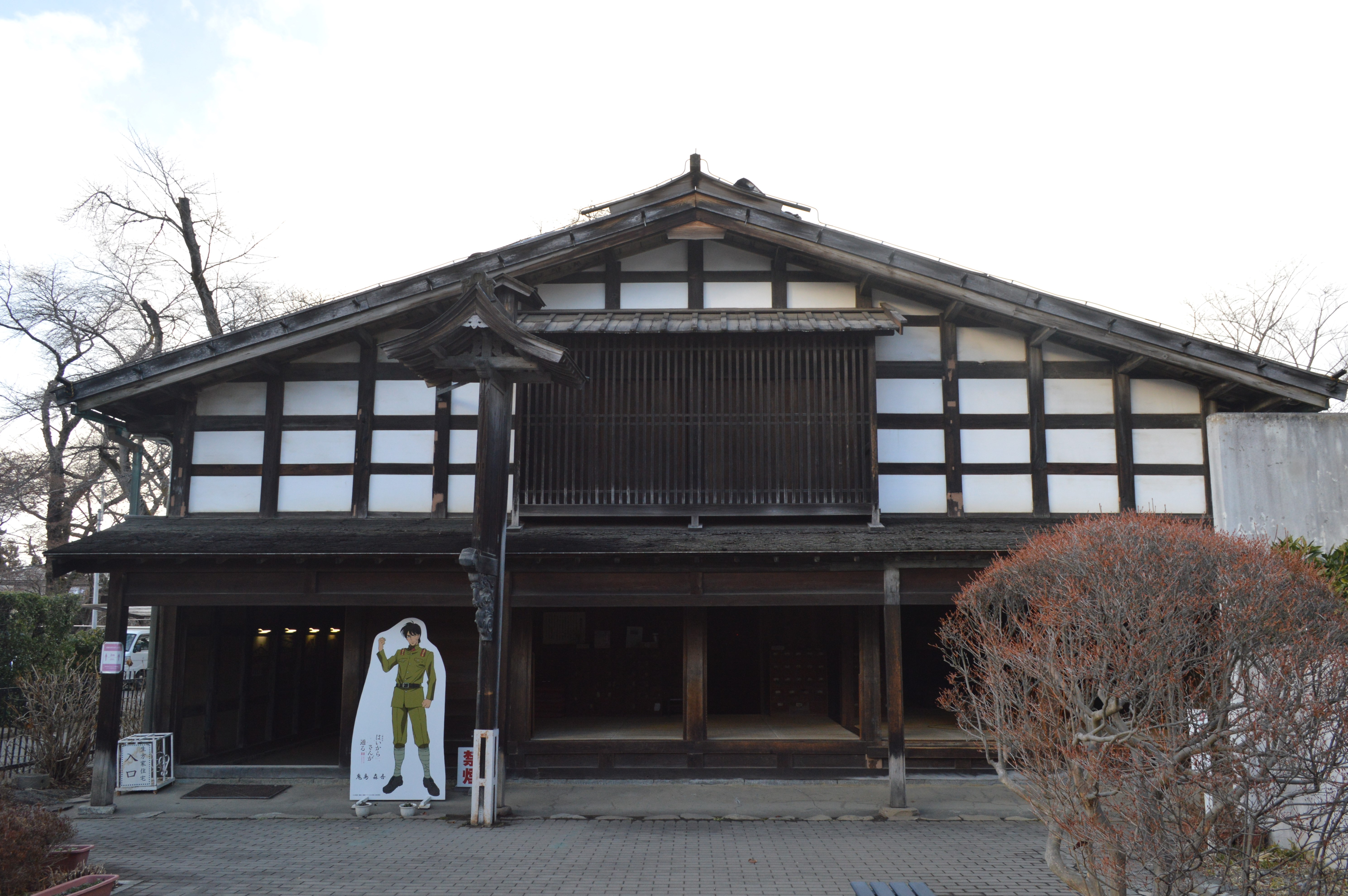
生家の旧生方家住宅

生家は、東日本で最も古い町家造りの建築物とされる。1970年（昭和45年）に国の重要文化財に指定され、1973年（昭和48年）には沼田公園内に移築された。1979年（昭和54年）に隣接地に建設された生方記念資料館には、誠が収集した書画や考古遺物などが展示されている。
また、1986年（昭和61年）に長女の美智子が同市内に設け、1993年（平成5年）に市に寄贈した生方記念文庫は、誠が集めた洋書を所蔵している。

## 人物
若い頃から絵画や文学、演劇などに造詣が深かった。絵画では1924年（大正13年）に銀座・資生堂美術部で滞米中の作品の個展を開いている。文学では1922年（大正11年）に法師温泉に宿泊していた若山牧水のもとを訪問し、のちに「利根牧水会」を結成して『牧水利根の旅』『牧水写真集』を発行した。演劇においてはもともと幼少期から父の影響で能に親しんでいたのに加え、米国留学時には「ギニョールマリオネット」と呼ばれる人形劇に熱中したという。また、シェークスピア研究を介して坪内逍遥とも交流があった。1937年（昭和12年）から1939年（昭和14年）にかけては『上毛文化』に「禁芸碑私考」「埴輪の意義においての一考察に就いて」などの論文を寄稿している。